# ARURA
ARURA ist eine Porzellanskulptur von Alim Pasht-Han, geschaffen für die Ausstellung Porzellanwelten Leuchtenburg, in der sie als größte Vase der Welt präsentiert wird.
Die Stiftung Leuchtenburg beauftragte das Werk im Jahr 2012. In den darauffolgenden Jahren setzte der Künstler Alim Pasht-Han seine Idee zu ARURA mit Unterstützung der Porzellanmanufaktur Reichenbach um. Seit dem 20. März 2015 wird die Skulptur als Teil der ständigen Ausstellung Porzellanwelten Leuchtenburg auf der Leuchtenburg in Thüringen der Öffentlichkeit präsentiert.
Form und Aufbau des Werkes leitet Alim Pasht-Han aus der Natur ab. Wie in der Natur bildet die Summe des Einzelnen das große Ganze, ähnlich den Zellen einer Bienenwabe fügen sich 360 Segmente aus Porzellan zu ARURA zusammen. Dreizehn Segmentformen sind hierfür notwendig. Inspiration für die äußere Form der Skulptur ist der Schachtelhalm.
Die Segmente wurden im Gussverfahren in der Porzellanmanufaktur Reichenbach hergestellt und jedes der 360 Einzelteile von Alim Pasht-Han in Kobaltblau handgemalt. Die Motive sind der Natur entlehnt und sparen alles Künstliche aus. Auf dreißig Ebenen entwickeln sich entlang von zwölf umlaufenden Spiralen Motivabfolgen, welche Entwicklungsstufen der uns umgebenden materiellen Welt zeigen.

## Galerie

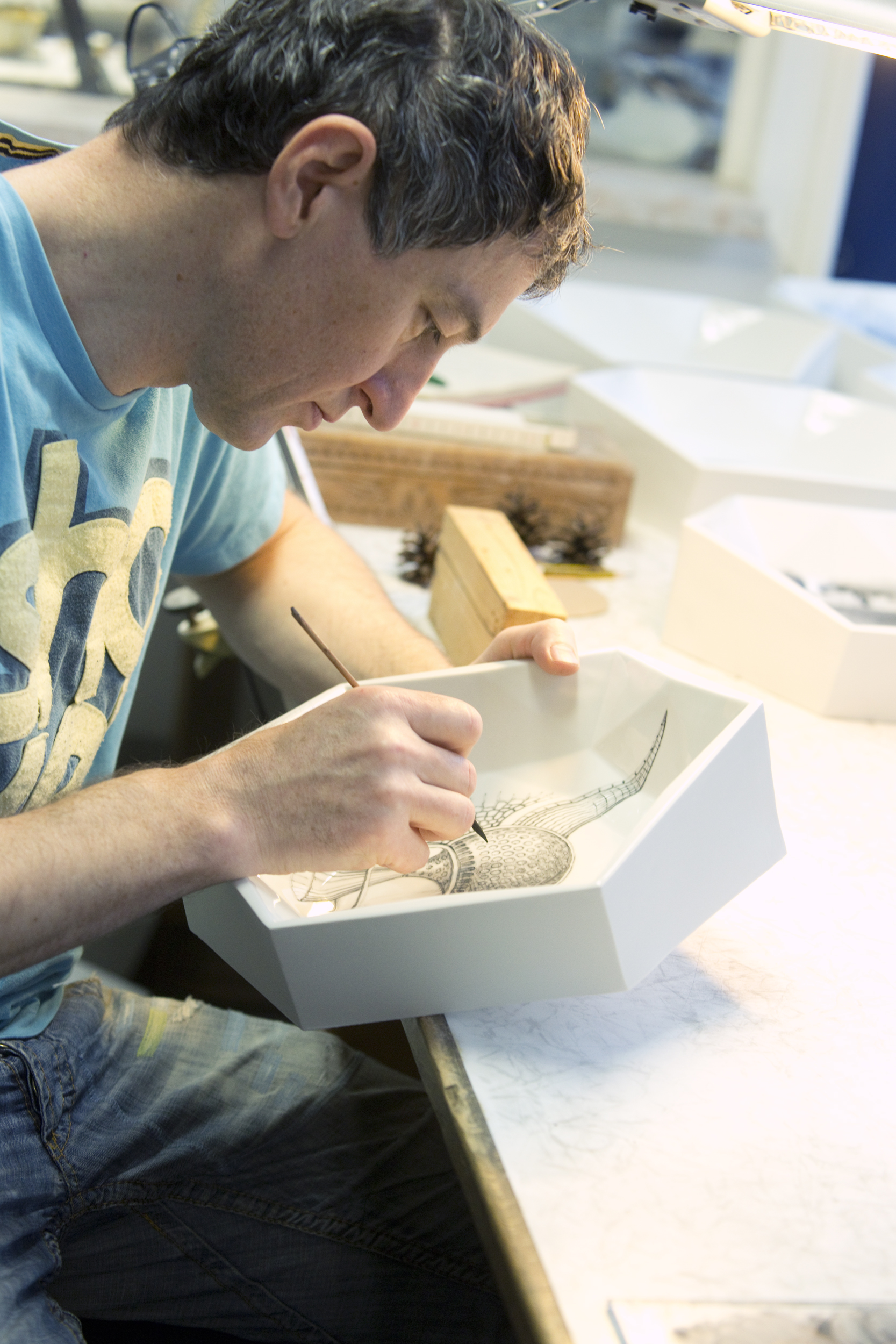
Alim Pasht-Han im Atelier in der Porzellanmanufaktur Reichenbach (2014)